# Жасарал
Жасарал (каз. Жасарал) — село в Курмангазинском районе Атырауской области Казахстана. Входит в состав Дашинского сельского округа. Код КАТО — 234653300.

## Население
В 1999 году население села составляло 383 человека (187 мужчин и 196 женщин). По данным переписи 2009 года, в селе проживало 145 человек (73 мужчины и 72 женщины).